# Шаматай
Шаматай (каз. Шаматай) — болото в Алтынсаринском районе Костанайской области Казахстана. В середине XX века являлось озером. Находится в 5 км к северо-западу от посёлка Бирюковский.
По данным топографической съёмки 1944 года, площадь поверхности озера составляет 1,3 км². Наибольшая длина озера — 1,7 км, наибольшая ширина — 1,2 км. Длина береговой линии составляет 4,6 км, развитие береговой линии — 1,12. Озеро было расположено на высоте 186 м над уровнем моря. Ныне глубина болота — 0,5 метра.